# Sztalinyec 65
A Sztalinyec 65 (oroszul: Сталинец 65), vagy más jelzéssel SZ–65 szovjet lánctalpas traktor, melyet a Cseljabinszki Traktorgyár (CSTZ) gyártott 1937–1941 között. A típusjelzésben a szám a motor teljesítményére utal lóerőben. Ez volt ez első szovjet dízelmotoros traktor.